# باول غرايمز
باول غرايمز (بالإنجليزية: Paul Grimes)‏ هو موظف مدني أسترالي، ولد في القرن العشرين.